# Agnsjön (Hillareds socken, Västergötland)
Agnsjön är en sjö i Svenljunga kommun i Västergötland och ingår i Ätrans huvudavrinningsområde. Sjön har en area på 0,271 kvadratkilometer och ligger 166 meter över havet.

## Delavrinningsområde
Agnsjön ingår i det delavrinningsområde (639290-134328) som SMHI kallar för Ovan Lillån. Medelhöjden är 178 meter över havet och ytan är 15,52 kvadratkilometer. Räknas de 21 avrinningsområdena uppströms in blir den ackumulerade arean 689,92 kvadratkilometer. Avrinningsområdets utflöde Ätran mynnar i havet. Avrinningsområdet består mestadels av skog (69 procent). Avrinningsområdet har 1,33 kvadratkilometer vattenytor vilket ger det en sjöprocent på 8,6 procent. Bebyggelsen i området täcker en yta av 0,48 kvadratkilometer eller 3 procent av avrinningsområdet.